# Elisabeth van Dedem Lecky
Elisabeth van Dedem Lecky, geborene Catharina Elisabeth Boldewina Baroness van Dedem (* 15. April 1842 in Deventer; † 23. Mai 1912 in London), war eine niederländisch-irisch-britische Autorin, Historikerin und Suffragette.

## Leben
Elisabeth van Dedem stammte aus der niederländischen Adelsfamilie van Dedem, die in der industriellen Entwicklung der Niederlande eine wichtige Rolle spielte. Ihre Eltern waren Generalleutnant Willem Karel Jan Baron van Dedem und Anna Philippina Catharina Baronin Sloet van Hagensdorp. Ihr Bruder war der Jurist und Politiker Willem Karel van Dedem. In ihrer Jugend diente sie als Hofdame von Sophie von Württemberg.
Im Jahr 1871 heiratete sie William Edward Hartpole Lecky, einen irischen Historiker, Essayisten, politischen Theoretiker und Rektor des Trinity College Dublin. Zu Ehren ihres Mannes stiftete sie den Lecky-Lehrstuhl für Geschichte am Trinity College in Dublin.
Die Mutter ihres Mannes, Isabella Wilmot, war die Nichte der Reisenden Martha und Katherine Wilmot aus dem frühen neunzehnten Jahrhundert. Lecky schloss Freundschaft mit Marthas Tochter Catherine Anne Daschkaw Brooke (geborene Bradford, benannt nach der Gastgeberin der Schwestern, Fürstin Daschkowa), die ihr mehrere Manuskripte der Wilmot-Schwestern vermachte. Lecky schenkte diese Manuskripte 1903 der Royal Irish Academy, die heute die Wilmot-Dashkova Collection der Bibliothek bilden.
Lecky war eine produktive Schriftstellerin, die Reiseberichte, politische Essays und redaktionelle Kommentare für englische Zeitschriften wie das British Medical Journal, The Nineteenth Century, und Living Age verfasste.
Sie setzte sich aktiv für die Menschenrechte ein. Sie schloss sich prominenten Suffragetten an, die 1897 an der Seite von Millicent Garrett Fawcett und Elizabeth Garrett Anderson eine Petition für die Ausweitung des parlamentarischen Wahlrechts einreichten. Sie sammelte Spenden und engagierte sich für den Irish Distressed Ladies Fund und setzte sich für die Hochschulbildung von Frauen in Irland ein, indem sie das Alexandra College in Dublin unterstützte.
Lecky beschäftigte sich auch mit biografischen und historischen Schriften. Im Jahr 1900 gab sie die militärische Autobiografie ihres Vorfahren Anthony Boldewijn Gijsbert van Dedem van den Gelder heraus und stellte sie vor. Nach dem Tod ihres Mannes William Lecky schrieb sie dessen Biografie, A Memoir of the Right Honourable William Edward Hartpole Lecky, Member of the French Institute and of the British Academy (1909), und gab eine posthume Sammlung seiner Essays, Historical and Political Essays (1908), heraus.